# Ubaide Alá ibne Solimão
Ubaide Alá ibne Solimão (Ubayd Allah ibn Sulayman - lit. Ubaide Alá, filho de Solimão) foi um oficial sênior do Califado Abássida que serviu como vizir por 10 anos, de junho de 891 até sua morte em abril de 901.

## Vida

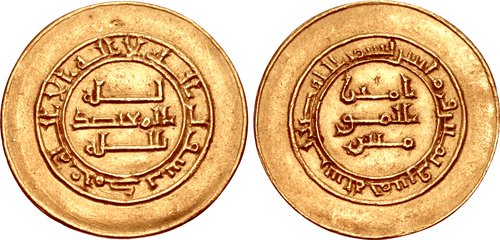
Dinar de ouro de Almutadide r.

Originário do Banu Uabe, uma família de origem cristã nestoriana que serviu na burocracia califal desde os tempos do Califado Omíada, Ubaide Alá era filho de Solimão, que havia mantido o vizirado por três vezes. Ubaide Alá seguiu a tradição da família e entrou na administração como um secretário, mas quando Solimão caiu em desgraça por influência do regente Almuafaque (r. 870–891) em 878, Ubaide Alá também foi demitido.
Sua fortuna mudou por intermédio do apoio do filho de Almuafaque e futuro califa Almutadide (r. 892–902), que nomeou-o vizir para o califa Almutâmide (r. 870–892) após a morte de Almuafaque em junho de 891. Ubaide Alá distinguiu-se por sua habilidade, honestidade e justiça e continuou a serviu no posto por grande parte do reinado de Almutadide, até sua morte em abril de 901. Alcacim ibne Ubaide Alá sucedeu-o como vizir, e seus netos Huceine ibne Alcacim e Maomé também ascenderiam à posição.